# آزمایش مزلسون-استال
آزمایش مزلسون-استال (به انگلیسی: Meselson–Stahl experiment)، آزمایشی‌ست که توسط مزلسون و فرانکلین استال در سال ۱۹۵۸ طراحی شد، و طی آن اثبات شد که دی‌ان‌ای به روش نیمه‌حفاظتی، همانندسازی می‌کند.
قبل‌از آغاز همانندسازی یک مولکول دی‌ان‌ای (دو رشته پلی‌نوکلئوتیدی) تحت‌عنوان دنا قدیمی (اولیه، مادری) وجود دارد که فرایند همانندسازی را طی می‌کند و یک مولکول دنا (دو رشته پلی‌نوکلئوتیدی) جدید (دختری) از روی آن ساخته می‌شود، و در پایان فرایند چهار رشته پلی‌نوکلئوتیدی وجود خواهند داشت.
دانشمندان طرح‌های مختلفی را برای چگونگی و طریقه همانندسازی دنا پیشنهاد داده‌بودند.

## مدل‌های پیشنهادی
- همانندسازی نیمه‌حفاظتی:

در این طرح مولکول دنا اولیه دستخوش تغییر می‌شود اما دو رشته پلی‌نوکلئوتیدی اولیه بدون تغییر می‌مانند (دو مولکول دی‌ان‌ای حاصل از همانندسازی، هر کدام دارای یک رشته جدید و یک رشته قدیمی هستند).
- همانندسازی حفاظتی:

در این طرح مولکول دنا اولیه (مادری) به‌صورت کاملاً دست‌نخورده فرایند همانندسازی را طی می‌کند (دو رشته دنا و مولکول دنا بدون تغییر می‌مانند).
- همانندسازی غیرحفاظتی (پراکنده):

در این طرح مولکول دنا اولیه و حتی دو رشته پلی‌نوکلئوتیدی مادری حفظ نمی‌شوند؛ به‌طوری که دنا های حاصل به‌صورت پراکنده حاوی قطعاتی از رشته‌های قدیمی و رشته‌های جدید هستند.

## نشانه‌گذاری دی‌ان‌ای
مزلسون و استال ابتدا می بایست بتوانند رشته‌های مادری را از رشته‌های دختری تشخیص دهند؛ بنابراین آنها رشته‌های مادری را با نوکلئوتیدهایی که در ساختار بازهای آلی‌شان حاوی ایزوتوپ سنگین نیتروژن (۱۵N) هستند، نشانه‌گذاری کردند (نیتروژن یک عنصر اساسی در ساختار نوکلئوتید‌هاست؛ این عنصر دارای دو ایزوتوپ پایدار و طبیعی ۱۴N و ۱۵N است).
در این صورت دی‌ان‌ای نشانه‌گذاری شده، سنگین‌تر و چگال‌تر است، و اگر دی‌ان‌ای‌های حاوی ۱۴N (این ایزوتوپ به‌صورت طبیعی در دی‌ان‌ای‌های معمولی وجود دارد) را با دی‌ان‌ای‌های حاوی ۱۵N در ابزاری مانند سانتریفوژ (با سرعت بالا) قرار دهیم، دی‌ان‌ای ۱۵Nدار تندتر حرکت می‌کند و به سمت ته لوله می‌رود؛ و بدین‌شکل می‌توان دی‌ان‌ای جدید و قدیمی را از هم تشخیص داد.
مراحل نشانه‌گذاری دی‌ان‌ای:
- مزلسون و استال باکتری اشریشیا کلی را در محیط کشت حاوی ۱۵N قرار دادند.
- در بازهای آلیِ دی‌ان‌ای‌های باکتری‌هایی، که محصول چندین نسل تکثیر و تقسیم در این محیط بودند، ایزوتوپ ۱۵N قرار گرفت (باکتری‌های حاصل کاملاً ۱۵Nدار بودند).
- بدین‌ترتیب دی‌ان‌ای مادری نشانه‌گذاری شد.

## مراحل و شرح آزمایش

- دی‌ان‌ای‌های باکتری‌های حاصل از تقسیم دوتایی (در محیط کشت حاوی ۱۵N) را سانتریفوژ کردند؛ پس از سانتریفوژ در انتهای لوله یک نوار تشکیل شد که قاعدتاً حاوی نوکلئوتیدهای ۱۵Nدار بود.
- در مرحله بعد باکتری‌های حاصل را به محیط کشت حاوی ۱۴N منتقل کردند، از آنجا که تقسیم دوتایی حدود ۲۰ دقیقه طول می‌کشد، بعد از این زمان باکتری‌ها را از محیط کشت جدا و دی‌ان‌ای آن‌ها را استخراج و سانتریفوژ کردند.

یک نوار در میانه لوله تشکیل شد؛ و این بدین‌معنی‌است که دی‌ان‌ای‌های دور اول همانندسازی چگالی متوسط دارند.
- در مرحله بعد، دی‌ان‌ای‌های باکتری‌های دور دوم همانندسازی (پس از ۴۰ دقیقه) را استخراج و سانتریفوژ کردند.

دو نوار یکی در میانه و دیگری در بالای لوله تشکیل شد؛ پس دی‌ان‌ای‌ها در نوار میانی چگالی متوسط و در بالای لوله چگالی سبک (۱۴N) داشتند.
- نتیجه این‌که همانندسازی به‌روش نیمه‌حفاظتی انجام می‌شود.

## تفسیر و توضیح نتیجه
- اگر همانندسازی به‌روش حفاظتی می‌بود می‌بایست در دور اول همانندسازی یک نوار در ته لوله و یک نوار در بالای لوله تشکیل شود نه اینکه یک نوار در میانه لوله تشكيل شود
- اگر همانندسازی به‌روش پراکنده می‌بود می‌بایست پس از دور دوم همانندسازی هم یک نوار در میانه لوله تشکیل شود، نه این‌که یک نوار در میانه و یک نوار در بالای لوله.

تنها طرحی که با نتایج آزمایش هماهنگ است (تأیید می‌شود) طرح نیمه‌حفاظتی است.

## اولترا سانتریفیوژ

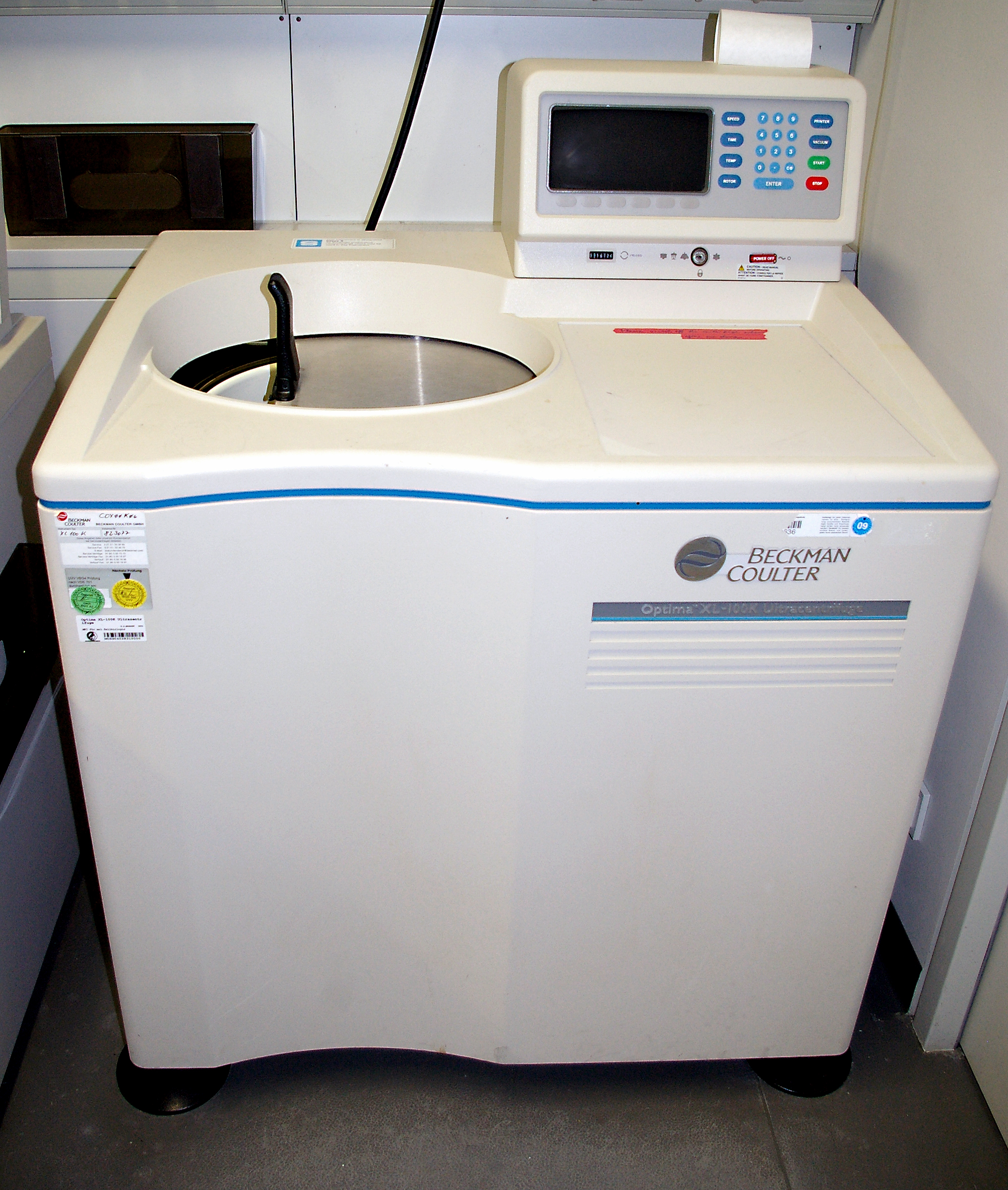

دستگاه سانتریفوژ مورد استفاده در این آزمایش، اولترا سانتریفیوژ نام دارد؛ این دستگاه مواد هم‌چگال (موادی که چگالی نزدیک به‌هم دارند) یک محلول را با سرعت بسیار بالا (نیروی گریز از مرکز قوی‌تر) از هم جدا می‌کند.
ابتدا محلولی مثل سزیم کلرید را در لوله آزمایش قرار داده و با افزودن مواد مورد بررسی در این محلول، می‌توان آن‌ها را از هم تشخیص داد.
همچنین این دستگاه در جداسازی پروتئین‌ها و ویروس‌ها از هم و کنفورماسیون هم کاربرد دارد.